# Grand-duc de Blakiston
Ketupa blakistoni
Espèce
Synonymes
- Bubo blakistoni

Statut de conservation UICN

 EN C2a(i) : En danger
Statut CITES
Le Grand-duc de Blakiston (Ketupa blakistoni, anciennement Bubo blakistoni), aussi connu en tant que Kétoupa de Blakiston, est une espèce d'oiseaux de la famille des Strigidae. C'est le deuxième plus grand rapace nocturne après le Grand-duc d'Europe. Ce hibou essentiellement piscivore se retrouve dans l'extrême nord-est de l'Asie et au Japon, où il est extrêmement rare et nécessite des mesures de conservation.
Cette espèce a été décrite pour la première fois en 1884 par Henry Seebohm d'après un spécimen rapporté de Hakodate sur l'île de Hokkaidō au Japon par le naturaliste Thomas Blakiston. Le nom de l'espèce lui rend hommage.

## Distribution

### Répartition et habitat
Ce grand-duc est endémique des confins de l'Asie du Nord-Est. On le rencontre dans l'Extrême-Orient russe, du sud-est de la Sibérie jusqu'au nord du Japon, dans les îles Kouriles et Sakhaline, dans une partie de la Corée du Nord et en Chine en Mandchourie.
Il est inféodé aux forêts de conifères matures de la taïga humide et aux cours d'eau où il trouve sa principale source d'alimentation. C'est ainsi qu'on retrouve la plupart des oiseaux le long des zones ripariennes de grands fleuves comme l'Amour ou dans les régions de ses affluents comme l'Oussouri. Il peuple également les îles, et particulièrement Hokkaidō au Japon, et les côtes rocheuses au nord de son aire de répartition sibérienne.

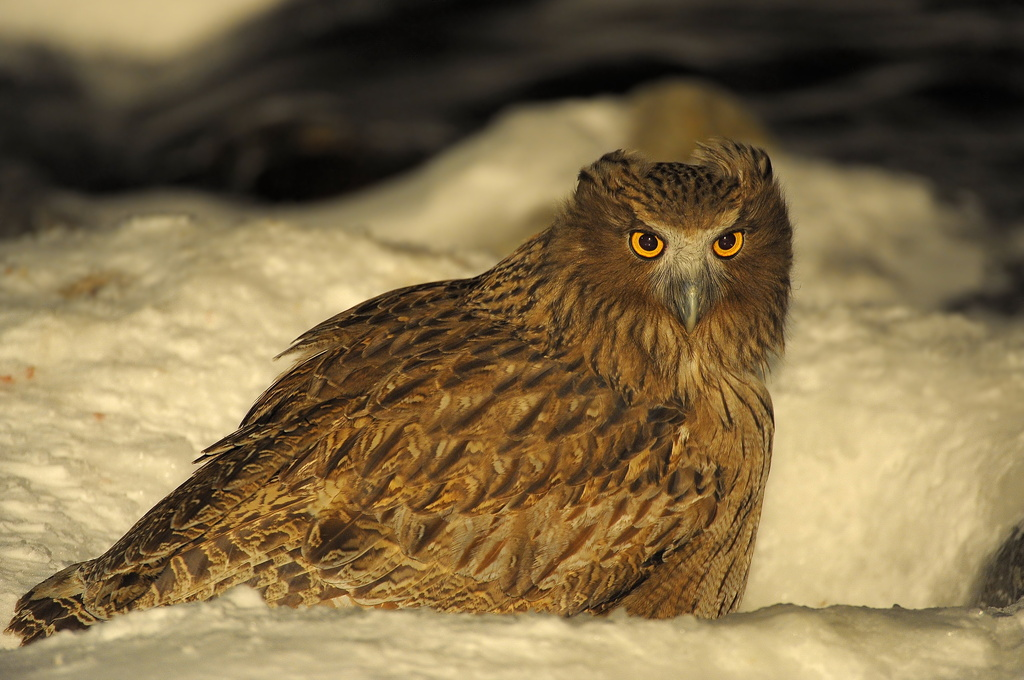
Grand-duc de Blakiston dans la neige.

## Description
C'est un très grand hibou à l'aspect puissant et trapu dont la longueur est comprise entre 60 et 72 cm pour une envergure pouvant aller de 180 à 190 cm et un poids avoisinant généralement les 4 kg ou plus. Le dimorphisme sexuel est notable au niveau du poids de la femelle, supérieur d'en moyenne un kilogramme à celui du mâle.
La teinte dominante du plumage est brun-crème. Les parties supérieures sont brunes rayées de noir brunâtre. Les ailes sont brun-chamois à brun-crème et fortement barrées de jaune terne, de même que la queue qui arbore des barres beige. Les parties inférieures sont brun jaunâtre. La poitrine fournie est chamois clair avec des nuances brunes plus ou moins vives, pouvant aller jusqu'à un roux éteint. De plus elle est ornée d'ondulations plus sombres que le reste du corps. Les tarses blancs sont emplumés, les doigts nus couverts d'écailles râpeuses qui retiennent les poissons.
Le disque facial est peu marqué par des plumes brun foncé ou chamois clair selon les individus. Les sourcils, le contour des yeux et la base du bec sont plus pâles. Les plumes du cou sont plus claires, formant comme un collier. La tête aux aigrettes bien ébouriffées paraît assez petite par rapport à l'ensemble du corps. Les yeux sont jaune vif, le regard alerte. Le bec est grisâtre et plus sombre à son bout.

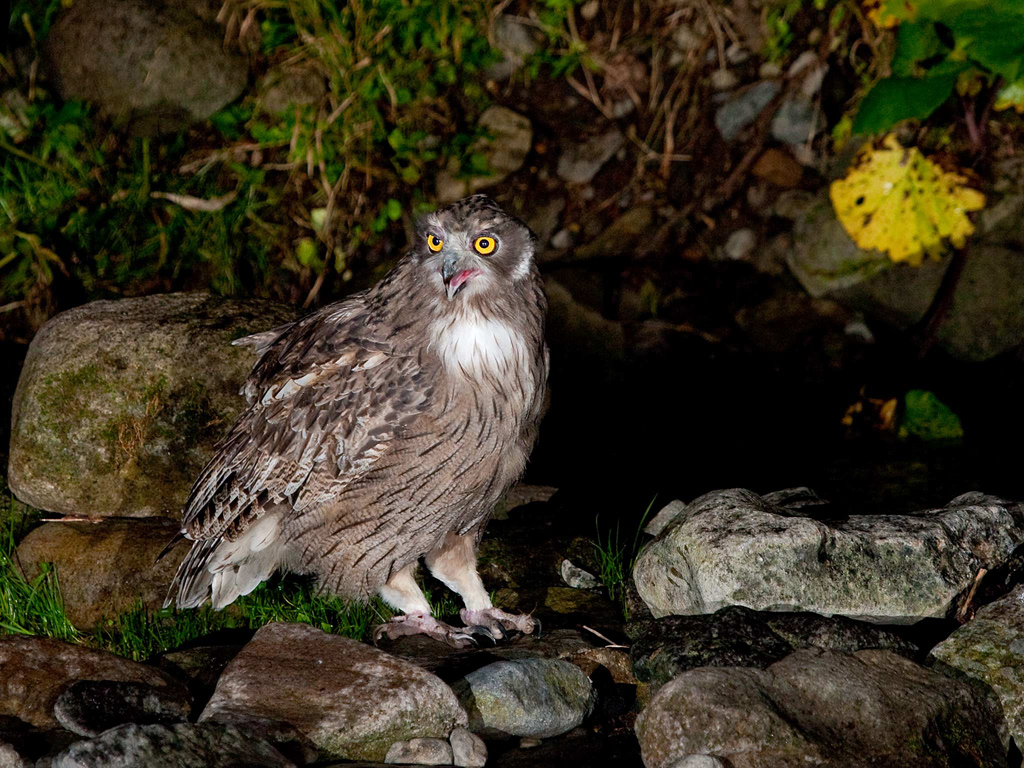
Grand-duc de Blakiston en alerte.

Les juvéniles ont un premier duvet blanc, au bout du dixième jour apparaît un masque noir autour des yeux. Les jeunes en âge de voler ont d'abord un plumage brun grisâtre avec des zones claires aux contours indistincts.
Le vol de ce rapace ichtyophage est bruyant et peut s'entendre jusqu'à 50 à 100m. Néanmoins il est leste, l'oiseau alternant des phases battues et des planés.

### Voix
Puissants boou-bou-voou sourds qui durent environ 3 secondes et répétés à intervalles de 10 secondes. Le chant porte loin, jusqu'à 1,5 km alentour.

## Régime alimentaire et comportement

### Alimentation et technique de pêche
Les proies favorites de ce grand-duc restent les poissons, même de grande taille, mais il capture aussi volontiers des amphibiens, des crustacés et d'autres invertébrés aquatiques. Par ailleurs, dans les régions qu'il habite les hivers sont rudes et les cours d'eau généralement gelés une grande partie de l'année, parfois inaccessibles ; dans ces conditions, ce grand-duc complète son régime alimentaire avec des mammifères, jusqu'à la taille d'un lièvre.

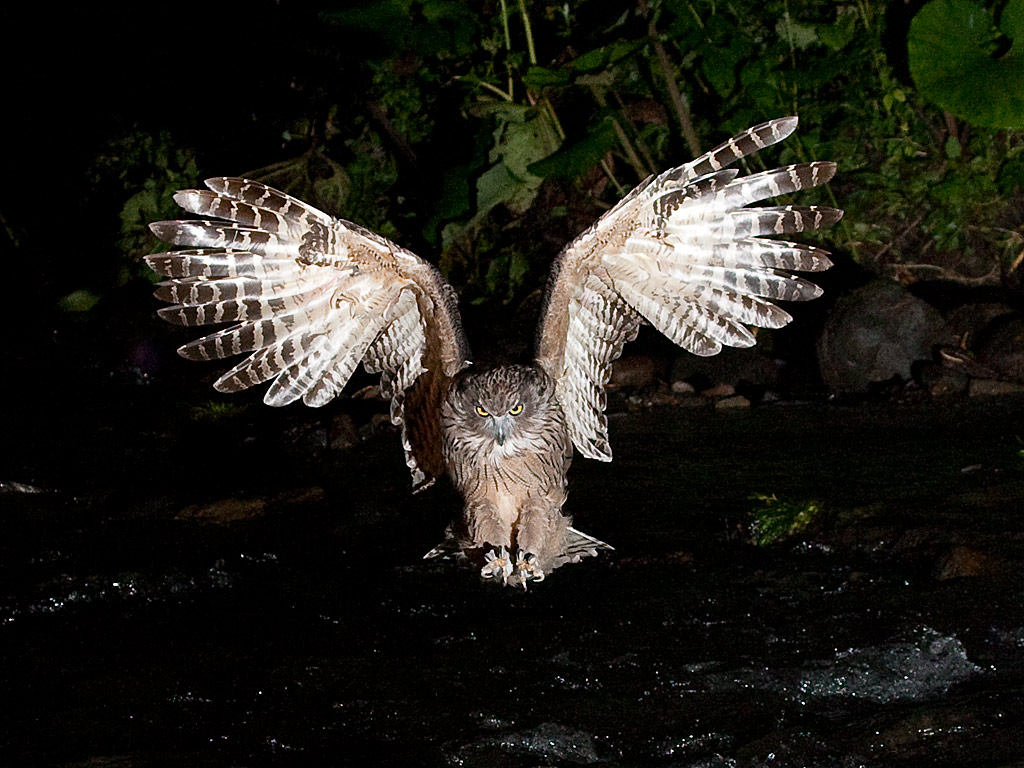
Grand-duc de Blakiston fondant sur sa proie.

Pour pêcher il n'hésite pas à pénétrer franchement dans l'eau glacée, protégé par ses pattes emplumées, en "sautant" sur sa proie. Il peut également se poster à l'affût depuis un perchoir avant de s'élancer sur la proie qu'il a repérée serres en avant.
Généralement il chasse de nuit. Toutefois il peut aussi adopter des mœurs crépusculaires, voire sortir de jour si les pêches ont été infructueuses durant la nuit.
Par ailleurs, lorsque vient le gel, on peut observer les oiseaux se rassembler par petits groupes autour des trous dans la glace, là où l'eau est accessible.

### Reproduction

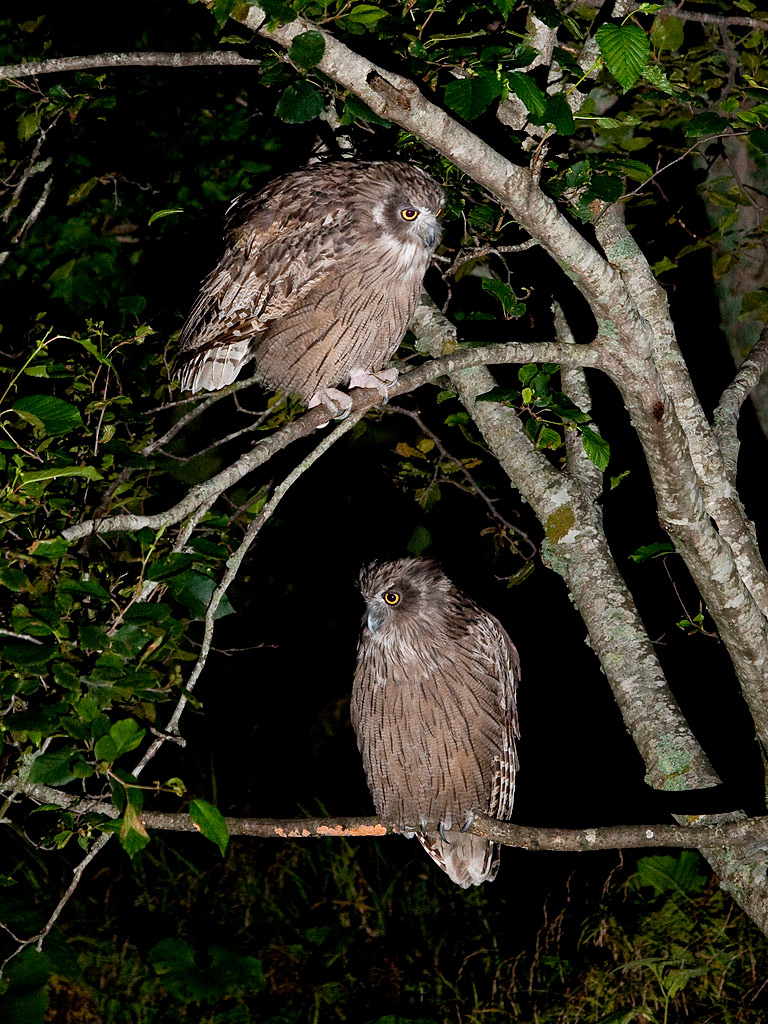
Un couple.

La maturité sexuelle s'acquière à l'âge de 3 ans. Les premières parades nuptiales commencent en janvier-février avec des offrandes de nourriture du mâle à la femelle. La ponte s'effectue entre la fin février et la mi-mars.
Ce grand-duc est très dépendant des vieux arbres creux pour la nidification. La femelle dépose deux œufs, exceptionnellement trois, dans le nid, qu'elle va couver pendant 35 à 37 jours tandis que le mâle chasse pour l'alimenter. Une fois les œufs éclos la mère reste auprès des poussins la journée jusqu'à ce qu'ils quittent le nid - au bout d'une quarantaine de jours - mais la nuit elle rejoint le mâle pour la chasse. Ils ne se reproduisent pas tous les ans, mais plus généralement une année sur deux. Par ailleurs, les nidifications et la survie de la couvée dépendent beaucoup des conditions climatiques et de l'abondance des proies. Les jeunes restent longtemps dépendants des adultes, jusqu'à un an parfois lorsque les hivers sont particulièrement rudes.
C'est un oiseau très territorial qui uitise fréquemment le même site de nidification d'une année sur l'autre. Il semblerait que les couples soient unis pour la vie.

## Statut et conservation

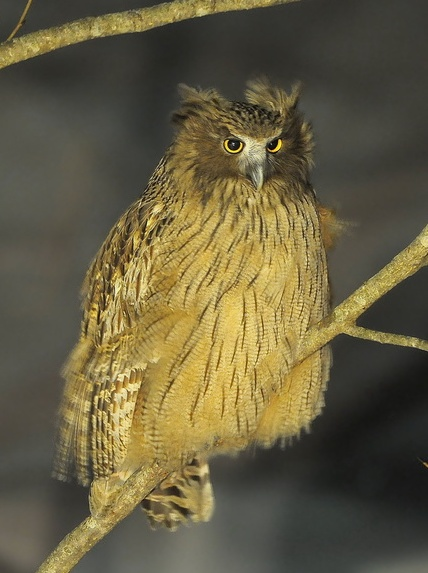
Un grand-duc posé sur une branche.

### Menaces
C'est un oiseau extrêmement rare et menacé dans l'ensemble de son aire de répartition. On estime qu'il subsiste aujourd'hui entre 2000 et 5000 individus tout au plus sur l'ensemble de son aire de répartition. À l'heure actuelle la population la plus importante se trouve en Russie dans le kraï du Primorié (région de Vladivostok). Il existe également une population assez importante et bien connue sur l'île d'Hokkaidō, avec 100 à 150 oiseaux dont 20 couples nicheurs. L'UICN et BirdLife International le considèrent comme étant "En danger" d'extinction.
Dans son milieu ce rapace de grande taille n'a pas vraiment de prédateurs. Seulement deux cas de prédation naturelle sont connus : un par un ours à collier et un autre par un lynx. Par conséquent les principales menaces qui pèsent sur ce hibou sont la destruction de son habitat et les diverses nuisances humaines. En effet, les grands-ducs de Blakiston se rassemblent souvent, notamment en hiver, autour des rares points d'eau libres de glace pour pêcher, ils sont alors une cible facile pour les braconniers et chasseurs en tout genre. Par ailleurs, la pêche intensive épuise les réserves de nourriture de ce rapace qui a des besoins importants en même temps que des grands-ducs meurent régulièrement après s'être pris dans des filets de pêcheurs. De plus, la perte de son habitat naturel, aussi bien des vieilles forêts que des cours d'eau, notamment à cause des barrages, constituent une menace majeure pour ses populations.
Il fut aussi un temps où le grand-duc était chassé par les Oudéguéïs, parce que la chair de l'oiseau était réputée être riche en graisse, mais aujourd'hui cette pratique est tombée en désuétude.

### Conservation

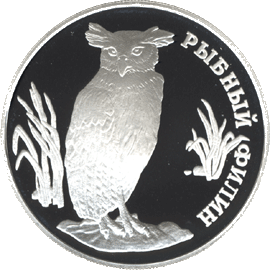
"Hibou pêcheur". Monnaie émise par la Banque de Russie dans la série : "Livre Rouge", un rouble en argent, 1993.

Néanmoins des mesures de conservation ont été prises ces dernières décennies pour tenter d'enrayer le déclin de l'espèce. Ainsi par exemple, à Hokkaidō dans le cadre d'un plan de conservation lancé dès 1984  les zones où nichent ces grand-ducs ont été soigneusement délimitées et sont surveillées, des nichoirs ont aussi été installés à l'usage des oiseaux. De même, les ponts et les poteaux des lignes électriques ont été aménagés de telle sorte que les oiseaux puissent les éviter. En effet, la collision avec des poteaux électriques et autres constructions humaines est une cause non négligeable de mortalité chez tous les grands rapaces nocturnes. En Russie et en Chine des parcs naturels ont été créés pour protéger le hibou pêcheur et les différents sites de ponte soigneusement répertoriés - malheureusement il apparaît que la majorité de ces sites se trouve en dehors des zones protégées qui existent actuellement.
Par ailleurs l'effort de conservation se joue aussi sur le plan de la sensibilisation du grand public à la situation critique de ce rapace, ici incontestablement servi par son charisme. On peut donner plusieurs exemples d'engagements des États sur le territoire desquels est présente cette espèce en faveur de sa promotion auprès du public et de la nécessité de la protéger. C'est ainsi que différents timbres ont été régulièrement émis par le Japon représentant un certain nombre d'espèces emblématiques du patrimoine naturel japonais, dont le grand-duc de Blakiston. De même, la Russie où il est inscrit dans le "Livre rouge de la fédération de Russie", c'est-à-dire l'équivalent de la Liste rouge de l'UICN pour les espèces animales et végétales menacées sur le territoire de la Fédération, a émis des timbres et des pièces de monnaie commémoratives avec notamment pour symbole le grand-duc de Blakiston.

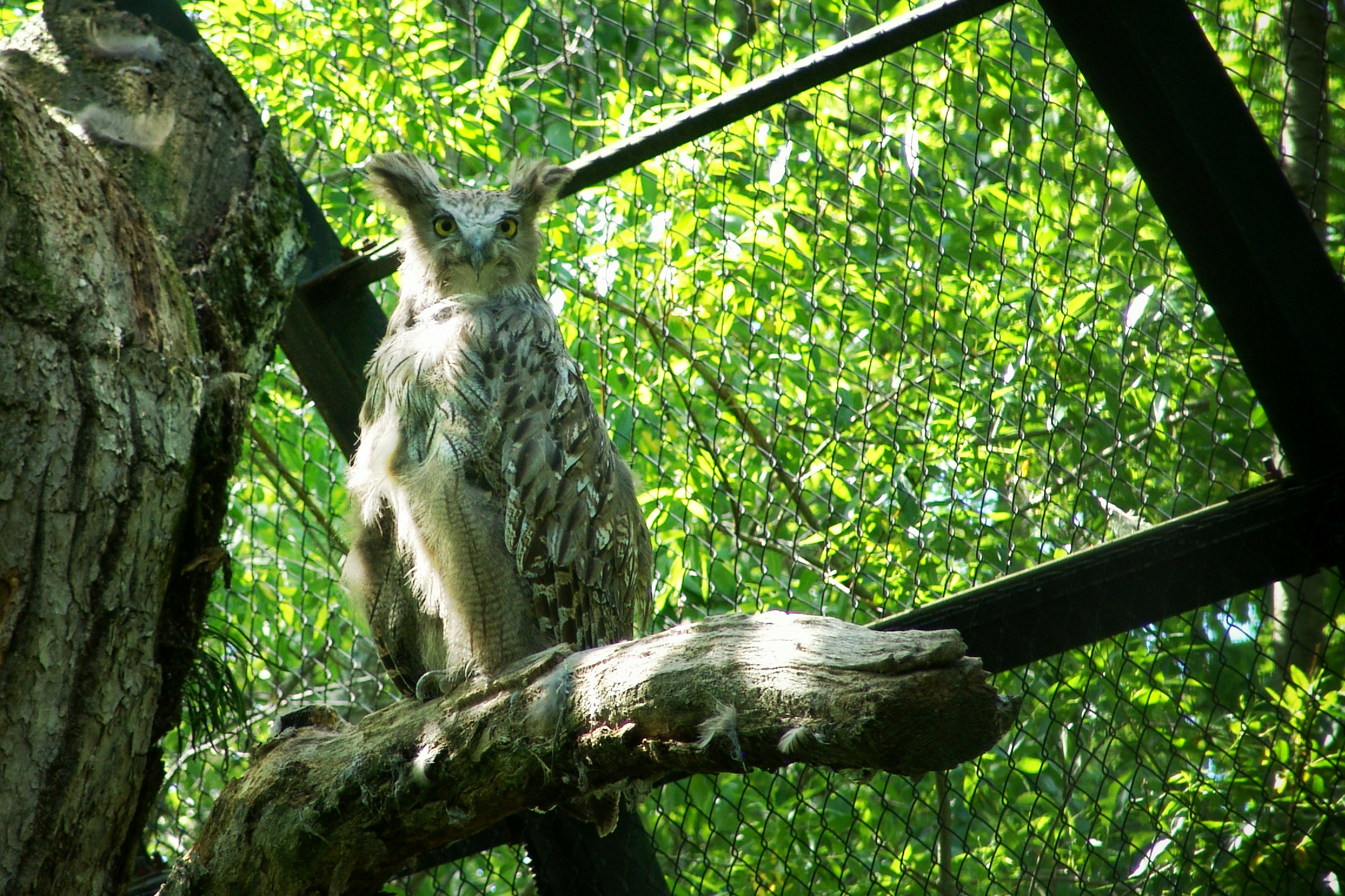
Grand-duc de Blakiston au zoo de Kushiro au Japon.

On peut également trouver dans des zoos du Japon des grands-ducs de Blakiston, autre moyen de faire connaître ce bel oiseau au public en même temps que sont menés des essais de reproduction en captivité.
En outre il est possible, d'après de récentes recherches, que les effectifs de ce grand-duc aient été sous-estimés et que la population soit plus vivace.
Ainsi il apparaît que les nombreuses mesures de conservation et de sensibilisation entreprises ont permis semble-t-il dans les dernières années une légère amélioration de l'effectif de l'espèce. Toutefois cette amélioration reste très relative et la survie de l'oiseau toujours aussi incertaine. En effet, la sensibilisation ne conduit pas toujours à des actions, et les mesures de conservation, comme celles déployées au Japon dont il a été question ci-dessus, sont très contraignantes et coûteuses; des ornithologues ont pu même remettre en cause leur pertinence et la possibilité de les étendre dans la durée et provoquer une véritable dynamique de croissance viable sur le long terme . La situation du grand-duc de Blakiston demeure donc complexe car si des mesures ont été prises et que la conscience de l'impératif de lutter pour sa survie s'est étendue, il n'en demeure pas moins qu'un futur serein pour l'espèce est loin d'être assuré à ce jour et la menace d'extinction n'est pas écartée. Ce sont donc les années qui viennent qui nous diront si ce hibou, déjà mythique parmi la communauté des ornithologues, rejoindra ou non la liste des espèces devenues un mythe car disparues.

## Sous-espèces
D'après la classification de référence (version 14.1, 2024) de l'Union internationale des ornithologues, le Grand-duc de Blakiston possède 2 sous-espèces (ordre philogénique) :
- Bubo blakistoni doerriesi Seebohm, 1895 — Manchourie et sud-est de la Sibérie elle est plus grande et plus pâle ;
- Bubo blakistoni blakistoni Seebohm, 1884 — Hokkaidō, Sakhaline et sud des Kouriles au plumage plus sombre[4].